# Emmanuel Machuel
Emmanuel Machuel (* 12. Juni 1934 in Neuilly-sur-Seine) ist ein französischer Kameramann, spezialisiert auf kontemplative, reflexionsstarke Filme mit ruhigen, dokumentarisch anmutenden Einstellungen.

## Leben und Wirken
Machuel hatte in den Jahren 1952 bis 1954 seine fachliche Ausbildung an der École Louis-Lumière erhalten und besuchte im Anschluss daran (1954/55) die staatliche Filmhochschule IDHEC. Seine praktischen Erfahrungen sammelte er ab 1959 – Debüt als einer von drei französischen Kameraassistenten Jacques Letelliers bei Helmut Käutners im Frankreich des Kriegsjahres 1870 spielenden Film Die Gans von Sedan – als Assistent renommierter Kameraleute wie Maurice Fellous, Marcel Grignon, Ghislain Cloquet, Nestor Almendros und Claude Lecomte.
Nahezu zeitgleich, bis in die frühen 1970er Jahre hinein, wirkte Machuel auch immer wieder als einfacher Kameramann für Cloquet, Almendros und überdies Alain Levent (z. B. bei den Filmen La longue marche, L’écume des jours, Ein Abend, ein Zug, Peau d’âne, La cavale, La vallée, Ein charmanter Gauner und Les Gaspards). Der seit 1970 gleichfalls als Regisseur arbeitende Schauspieler Gérard Blain gab Machuel 1975 erstmals die Gelegenheit, als Chefkameramann zu arbeiten.
Bereits bei seinem Einstand Ein Kind in der Menge, einem behutsamen Zeitbild und zugleich Porträt eines Heranwachsenden in seiner Reifewerdung unter schwierigsten Umständen, konnte Machuel seine Meriten als präziser Beobachter menschlicher Verhaltensweisen aufweisen. Auch bei Blains drei Folgeinszenierungen stand Machuel hinter der Kamera. Immer wieder wurde er in der Folgezeit für bisweilen sperrige Aussenseiterproduktionen fern allen Unterhaltungsmainstreams in die Schweiz und nach Portugal geholt.
Seine unaufgeregte, akkurate Bildsprache bar jeder Hektik und Glamours unterstrich auch den Inszenierungsstil anderer intellektueller Regisseure (z. B. Robert Bresson), die einen subtilen, feinsinnigen Inszenierungsstil bevorzugten – allen voran der portugiesische Regieveteran Manoel de Oliveira, für den Machuel mehrfach arbeitete. Bei Marceline Loridans behutsamem, stillen Porträt über eine ehemalige KZ-Insassin auf Spurensuche, Birkenau und Rosenfeld, erlaubte man der Filmcrew, auf dem Lagergelände von Auschwitz erstmals einen Spielfilm zu drehen.

## Auszeichnungen
Bei den César-Verleihungen 1992 war Machuel in der Kategorie „Meilleure photographie“ für seine Kameraarbeit bei Maurice Pialats Künstlerporträt Van Gogh nominiert. Für seine Kameraführung in Pedro Costas Film Ossos erhielt er 1997 bei den Filmfestspielen von Venedig den Kamerapreis.

## Filmografie (als Chefkameramann)
| - 1975: Ein Kind in der Menge (Un enfant dans la foule) - 1977: Ein Mann kommt in die Jahre (Un sécond souffle) - 1980: Der Zorn des Rebellen (Le rebelle) - 1982: Das Geld (L’argent) - 1983: Vous habitez chez vos parents ? - 1984: Matrose 512 (Le matelot 512) - 1984: Derborence - 1985: Les poings fermés - 1985: L’intruse - 1986: Pierre et Djemila - 1986: Das wilde Gesetz (La loi sauvage) - 1988: Die bengalische Nacht (La nuit bengali) - 1988: La méridienne - 1989: Der schwarze Engel (Angels / Los ángeles) - 1991: Swing Troubadour - 1991: Van Gogh - 1992: À demain | - 1992: La joie de vivre - 1994: Casa de Lava - 1995: J’ai horreur de l’amour - 1995/96: Encore – Immer wieder die Frauen... (Encore) - 1996: Ossos - 1998: Männer ohne Ehre (Toni) - 1998: Der Brief (A carta) - 1999: Tres pontes sobre o rio - 1999: La chambre obscure - 2000: La mécanique des femmes - 2000: Agua e sal - 2001: Das Porto meiner Kindheit (Porto da minha infancia) - 2001: Parlez-moi d’amour - 2002: Birkenau und Rosenfeld ( La Petite prairie aux bouleaux) - 2003: Um Filme Falado – Reise nach Bombay (Um film falado) - 2006: Parc - 2008: Ah! La libido |

## Anmerkung
1. ↑  Die in diesem Artikel publizierten biograf. Angaben basieren auf Informationen des Filmarchivs Kay Weniger, die sich wiederum auf Recherchen Wenigers in Paris und Gesprächen mit Machuel bzw. mit dem französischen Kameramann und Fachautoren Marc Salomon ("Sculpteurs de lumières – Les directeurs de la photographie") stützen